# Бейнеу
Бейнеу (каз. Бейнеу) — село, административный центр Бейнеуского района Мангистауской области Казахстана. Административный центр и единственный населённый пункт Бейнеуского сельского округа. Код КАТО: 473630100.
Самое большое по численности населения село Казахстана на 2017 год с населением свыше 50 000 человек.

## География
Местность представляет собой слабоволнистую равнину с абсолютными отметками 10-30 м. Постоянные водотоки и водоёмы отсутствуют. Растительность пустынная, разреженная. Климат резко континентальный, крайне засушливый.

## История
Село Бейнеу был основано в 1960 году во время строительства железной дороги Макат — Мангышлак.

## Население
Самое большое по численности населения село Казахстана на 2017 год с населением свыше 50 000 человек.
На конец декабря 2021 г. численность населения села составляет 56 348 человек
| Численность населения Бейнеу | Численность населения Бейнеу | Численность населения Бейнеу | Численность населения Бейнеу | Численность населения Бейнеу |
| 2002                         | 2010                         | 2019                         | 2020                         | 2021                         |
| ---------------------------- | ---------------------------- | ---------------------------- | ---------------------------- | ---------------------------- |
| 16 200                       | ↗34 337                      | ↗52 836                      | ↗53 589                      | ↗54 331                      |

## Инфраструктура
Застройка села разреженная, квартальная, преимущественно двухэтажная. Ширина улиц 25—30 м, озеленение слабое. Водоснабжение села производится от водопроводов Кунград — Бейнеу — Кульсары, Бейнеу — Сай-Утёс — Жанаозен.

## Транспорт
В селе расположена одноимённая железнодорожная станция на линии Чарджоу I (Туркменистан) — Кунград (Узбекистан) — Бейнеу (Казахстан) — Астрахань (Россия), южнее села начинается ветка на Актау, Жанаозен и далее через Туркменистан в Иран.
В 2010 году было начато и в январе 2014 года завершено строительство главного пути железнодорожной ветки Жезказган — Саксаульская на новой железнодорожной магистрали Астана — Караганда — Жезказган — Шалкар — Бейнеу — Актау, которая соединила центр страны с западными портами на Каспии порт Актау и порт Курык. В августе 2014 года состоялось открытие новых железнодорожных веток Жезказган — Бейнеу и Аркалык — Шубарколь.
В августе 2014 года ввели в эксплуатацию новую железнодорожную ветку (длиной 499 км) Шалкар — Бейнеу, являющуюся отрезком новой железной дороги Жезказган — Саксаульская — Шалкар — Бейнеу длиной 988 км, которая заодно стала частью транзитного коридора граница Китая — порт Актау — Баку — Грузия — Турция — остальные страны Европы. На участке Шалкар — Бейнеу построено 6 станций и 14 разъездов.
В 2015 году вдоль железнодорожного полотна велось строительство автодороги Бейнеу — Шалкар — Иргиз — Тургай.
В июле 2019 года премьер-министр Казахстана Аскар Мамин и премьер-министр Узбекистана Абдулла Арипов открыли автомобильную дорогу международного значения Бейнеу — Акжигит — граница Узбекистана.
Имеется аэропорт местных воздушных линий.
Близ села с юга на север проходит трасса газопровода Средняя Азия — Центр, построенного в 1967 году.
В декабре 2010 года для снабжения природным газом юга Казахстана, а также экспортных поставок газа в газопровод Казахстан — Китай, начато строительство казахстанского газопровода Бейнеу — Бозой — Шымкент. Газопровод введён в строй в ноябре 2015 года.

## Достопримечательности
В 17 км к югу от села находится погребально-культовый комплекс памятников XVI века Бейнеу.
В 2 км к северу от мечети Бекет ата в Бейнеу находится могила Атагозы Айткулулы (1704—1794), казахского батыра.

## Галерея

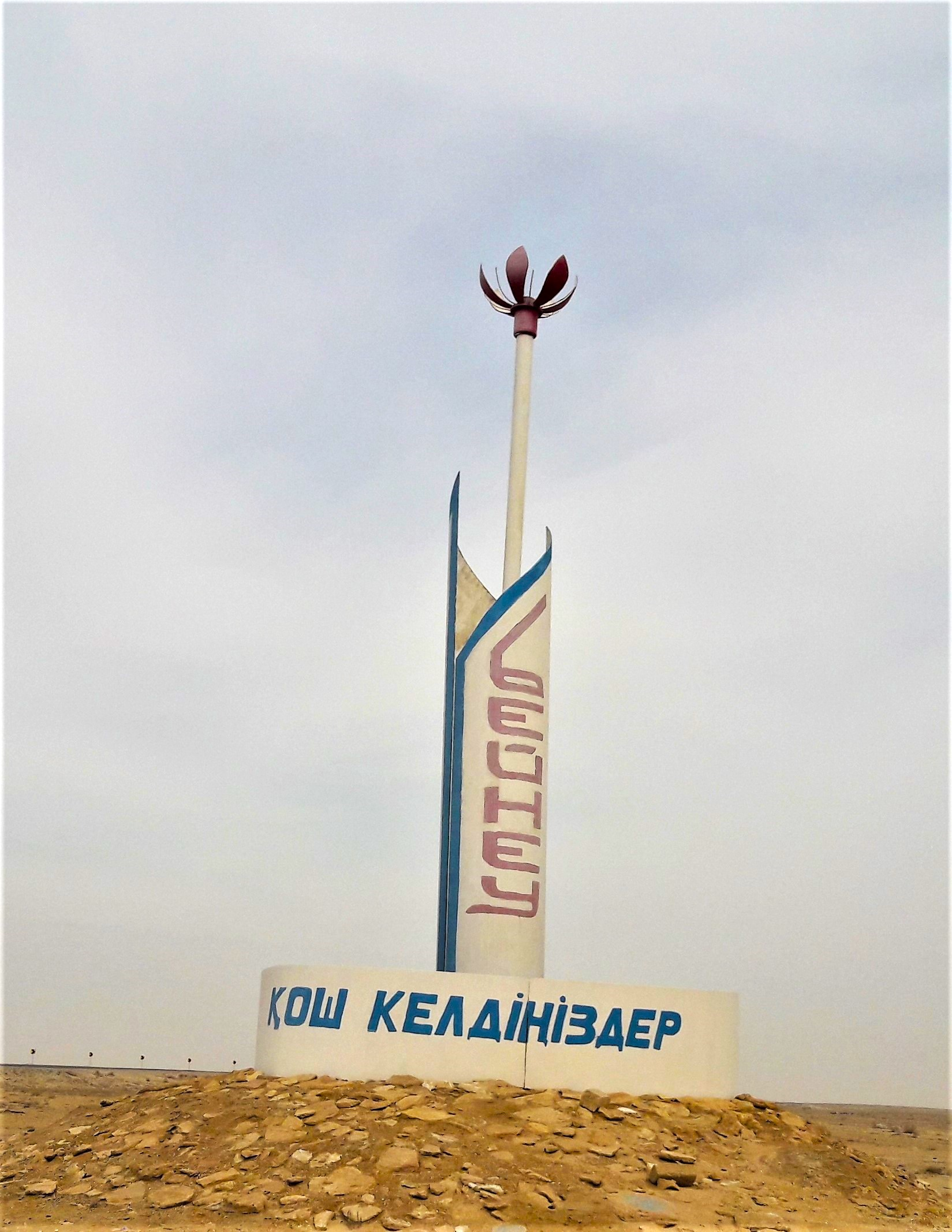
Стелла
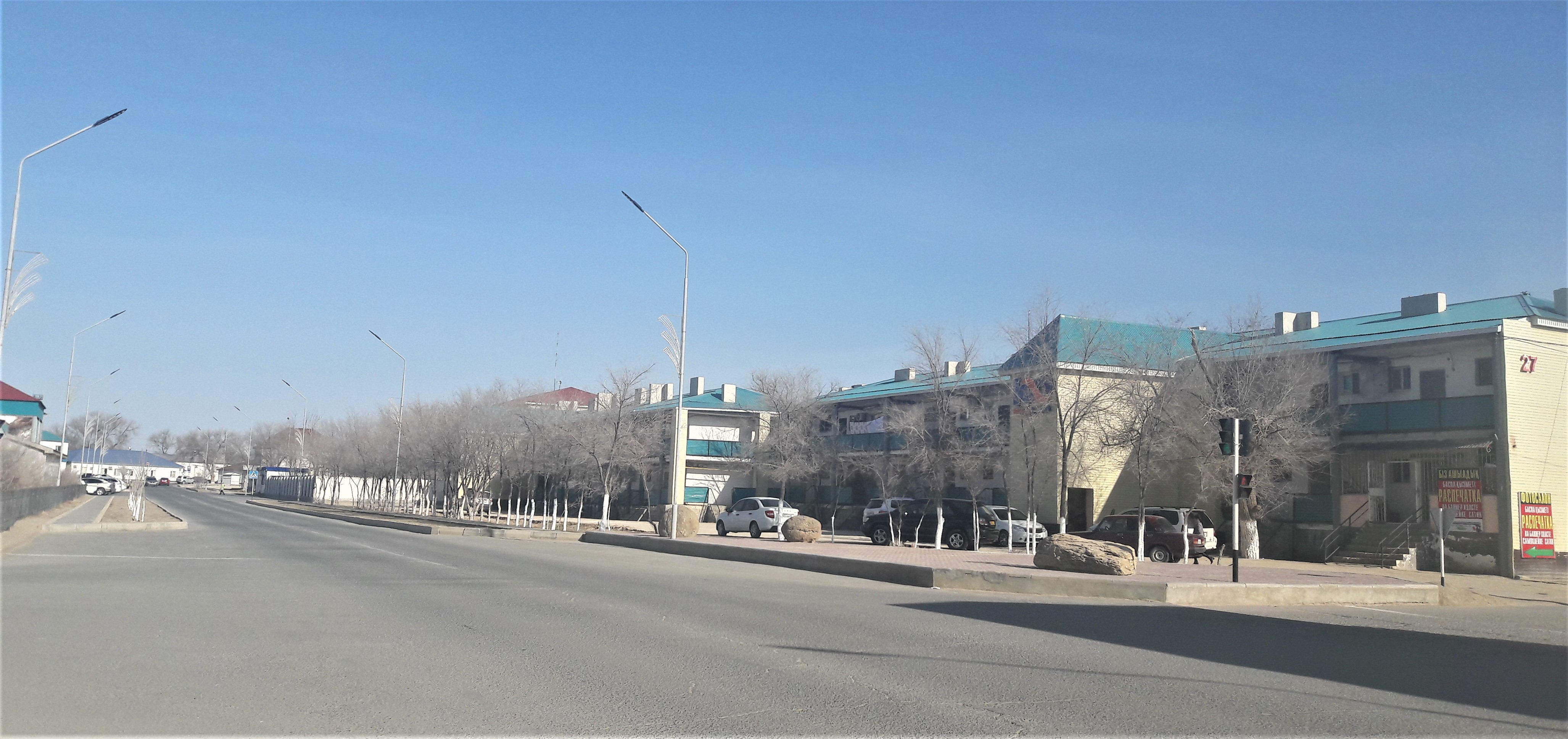
Центральная улица
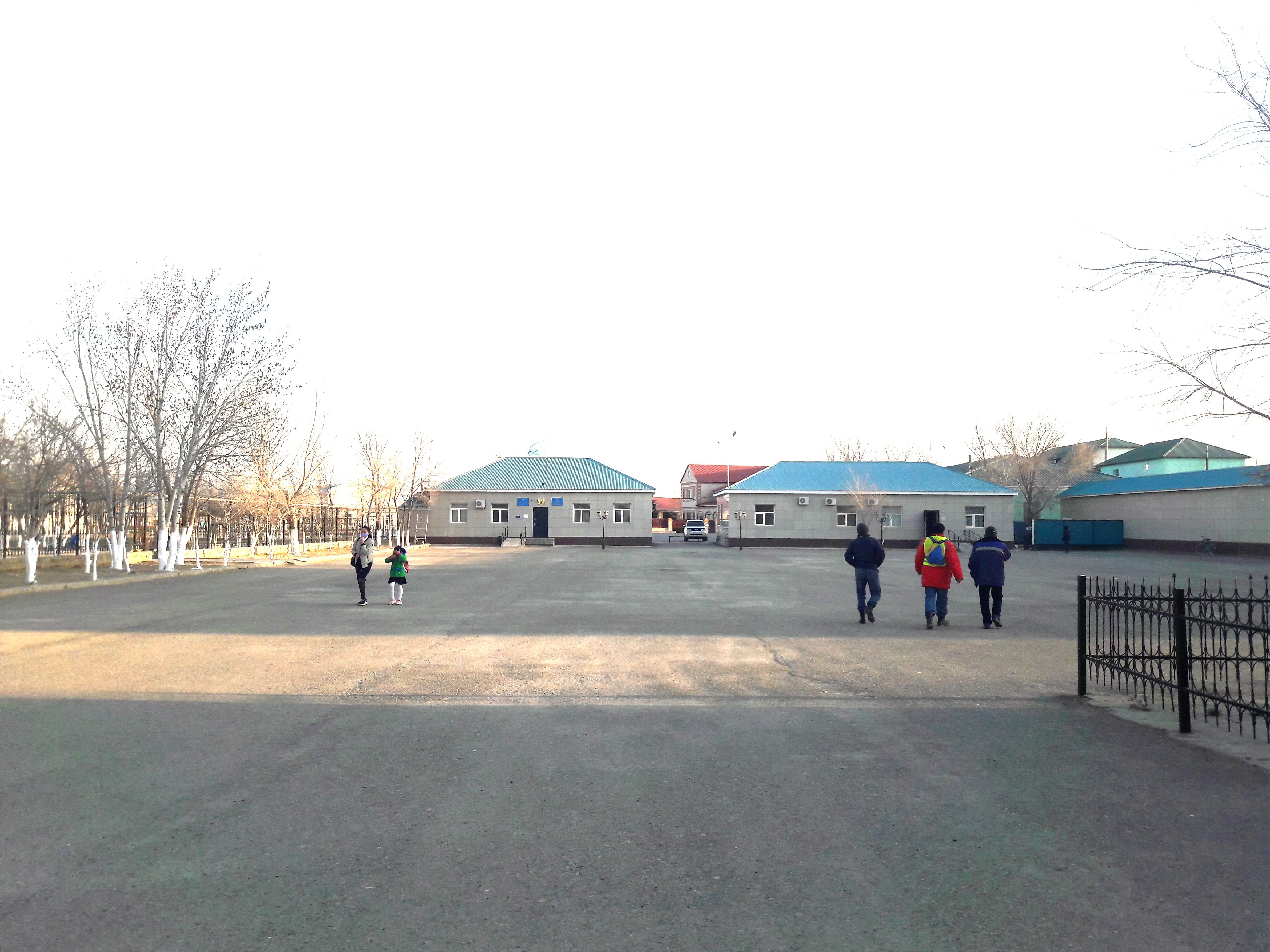
Сельский акимат
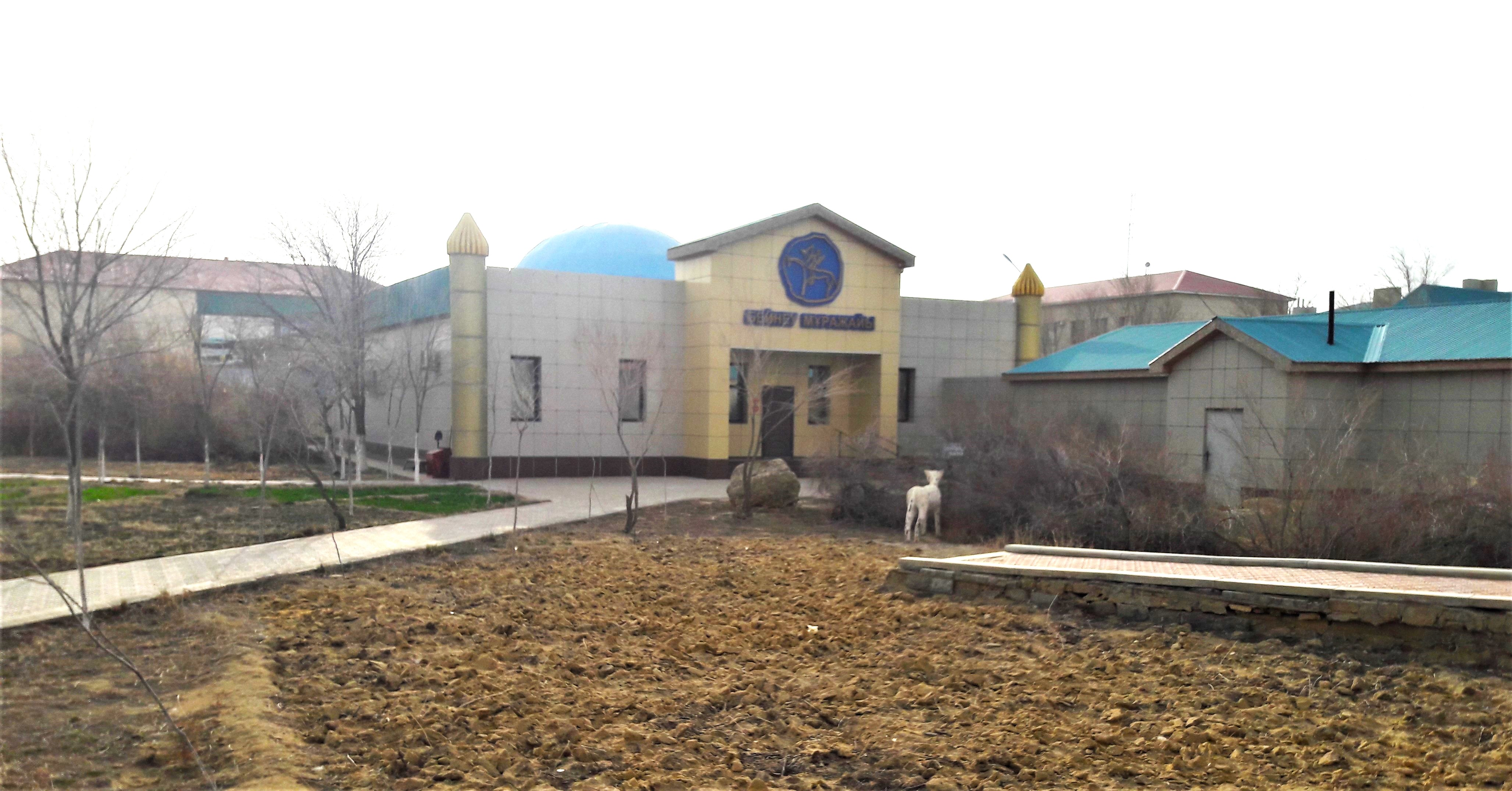
Музей
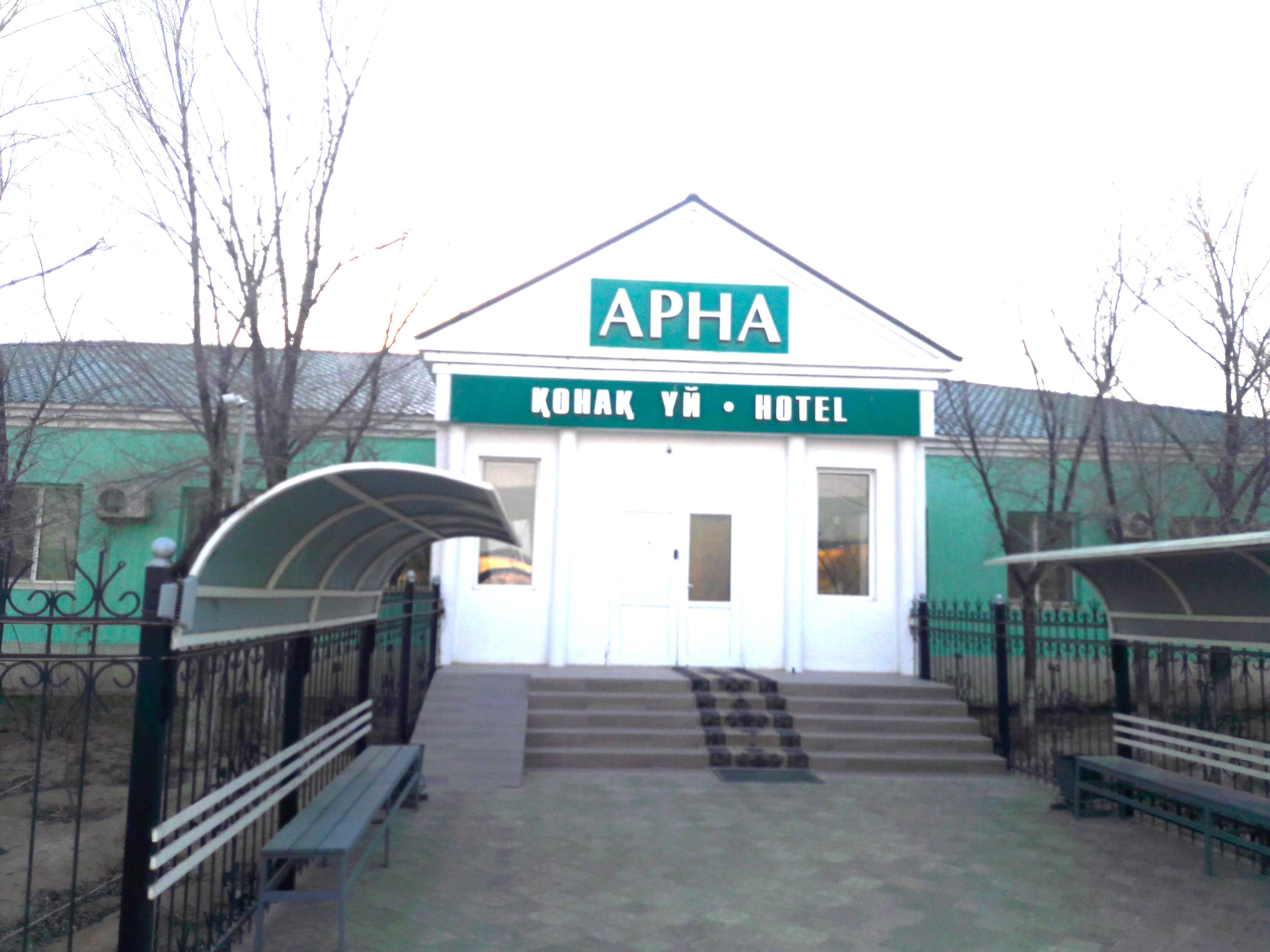
Гостиница Арна
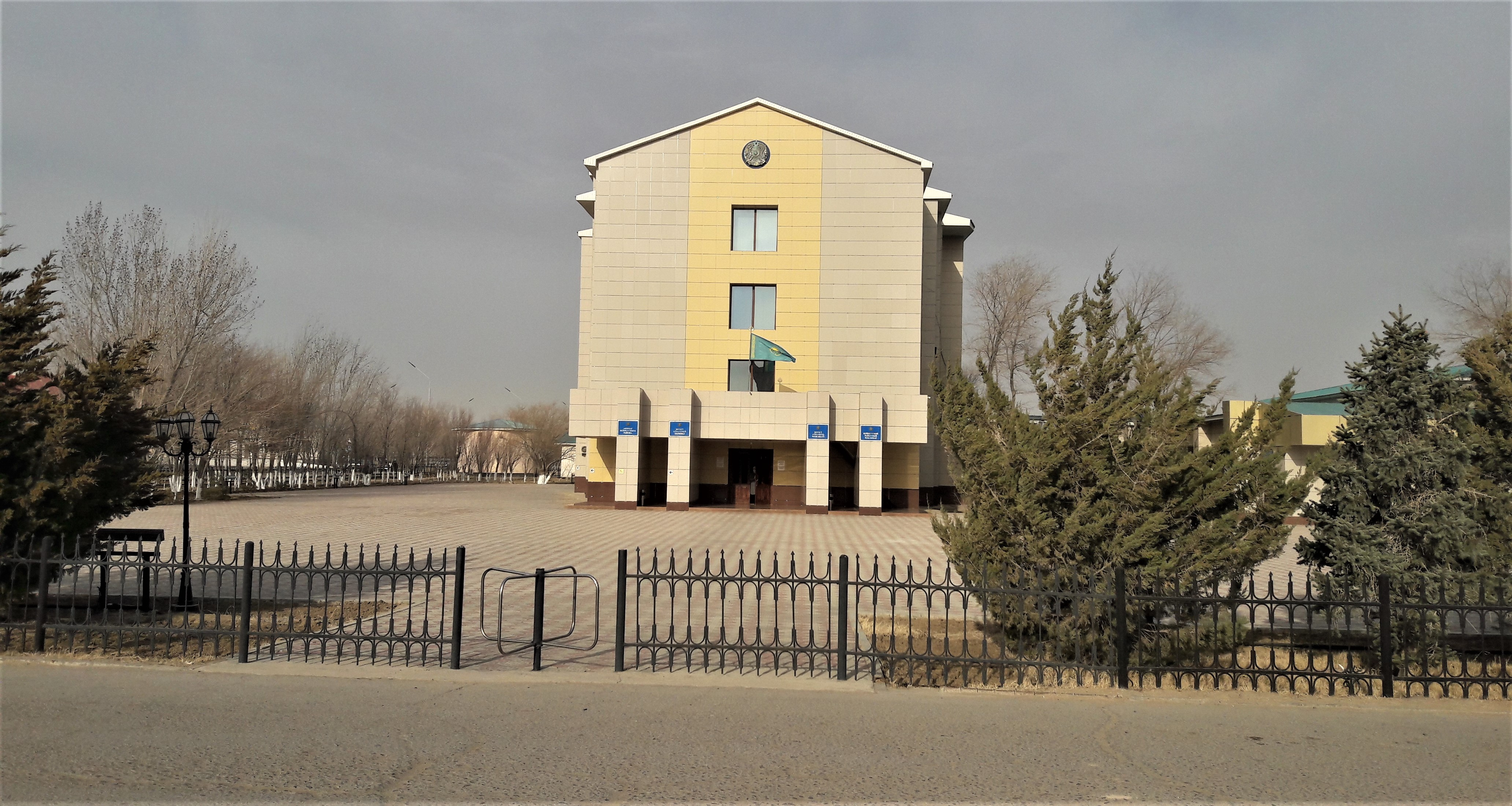
Акимат
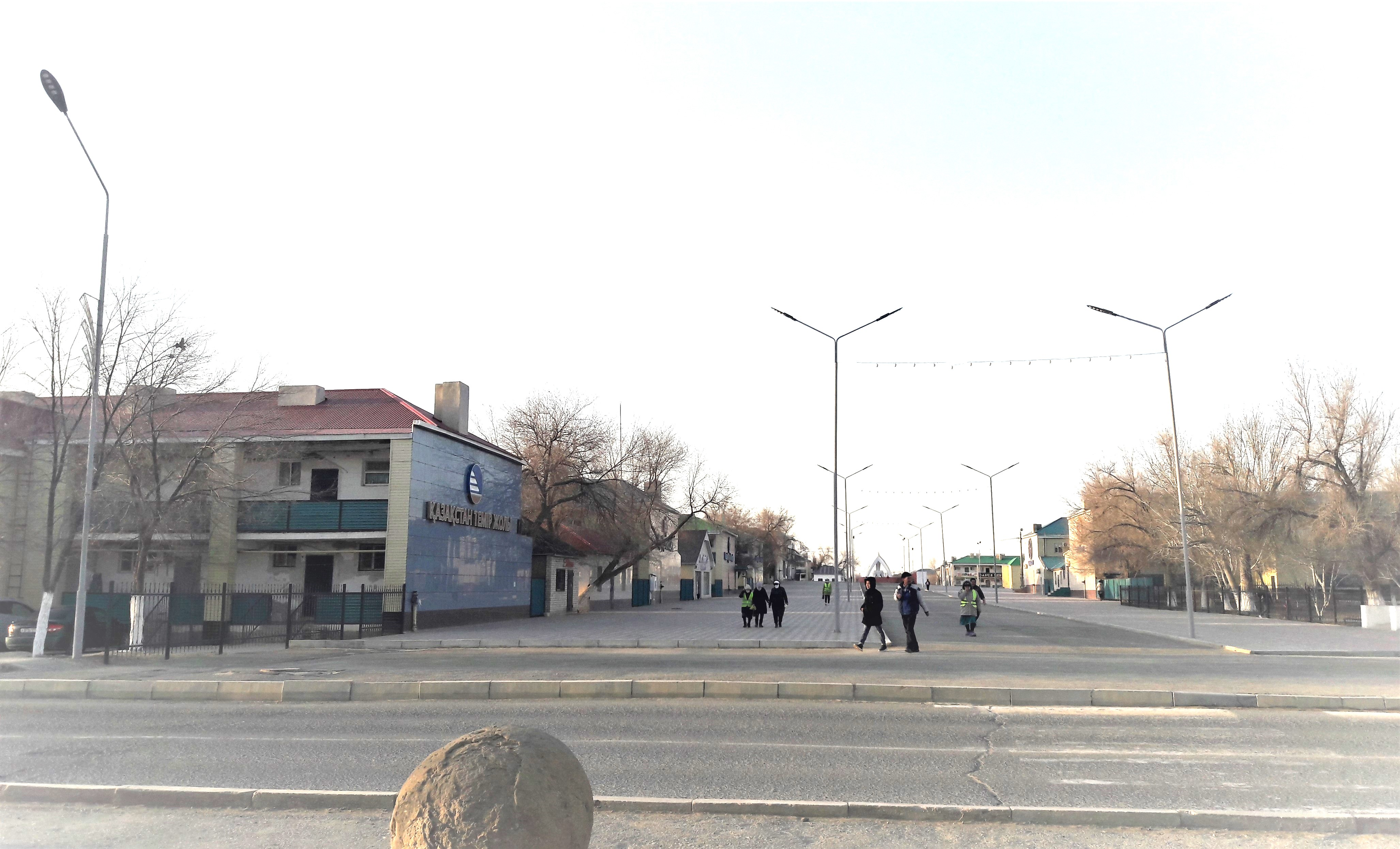
Бейнеу
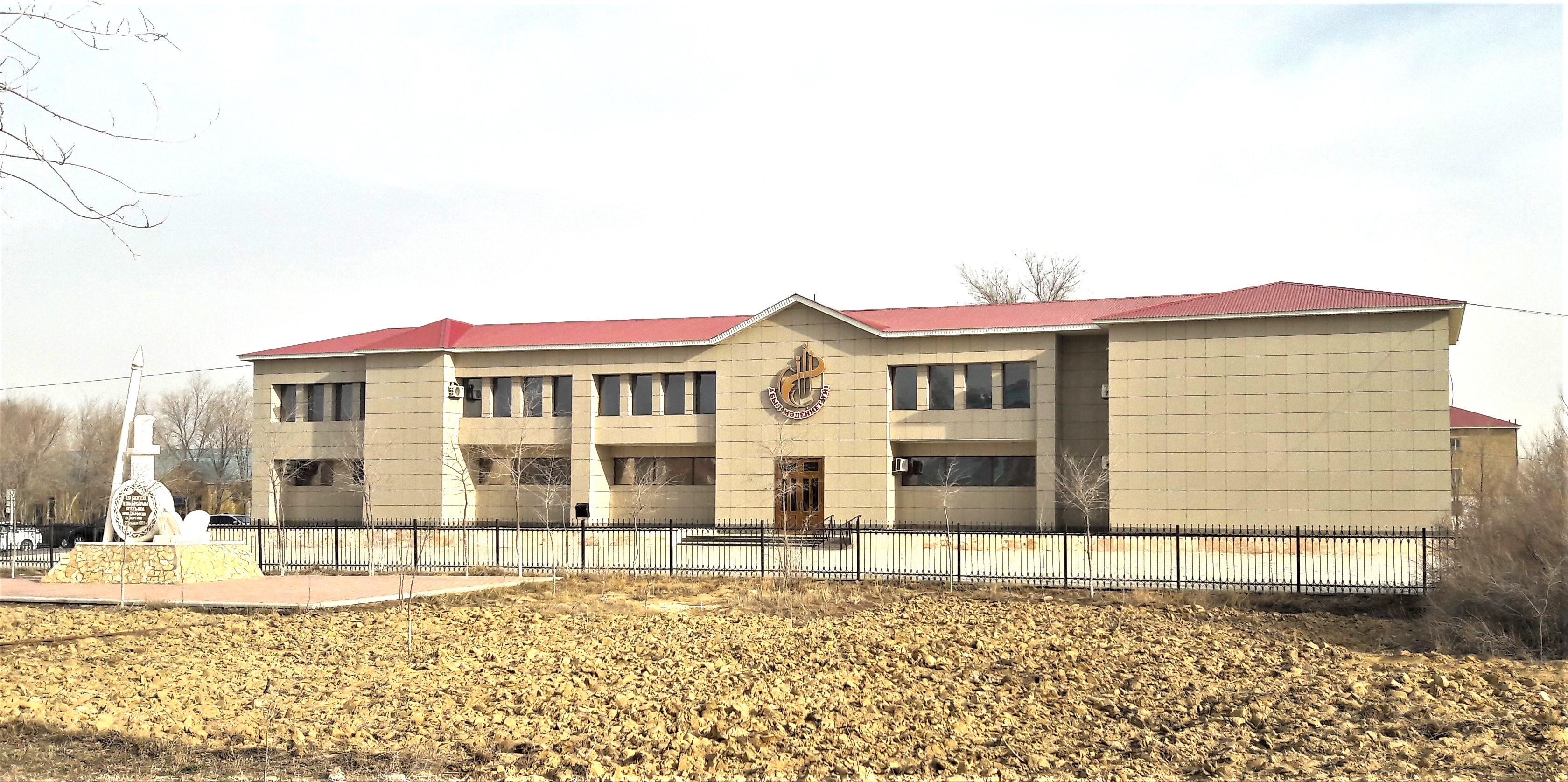
Дом культуры
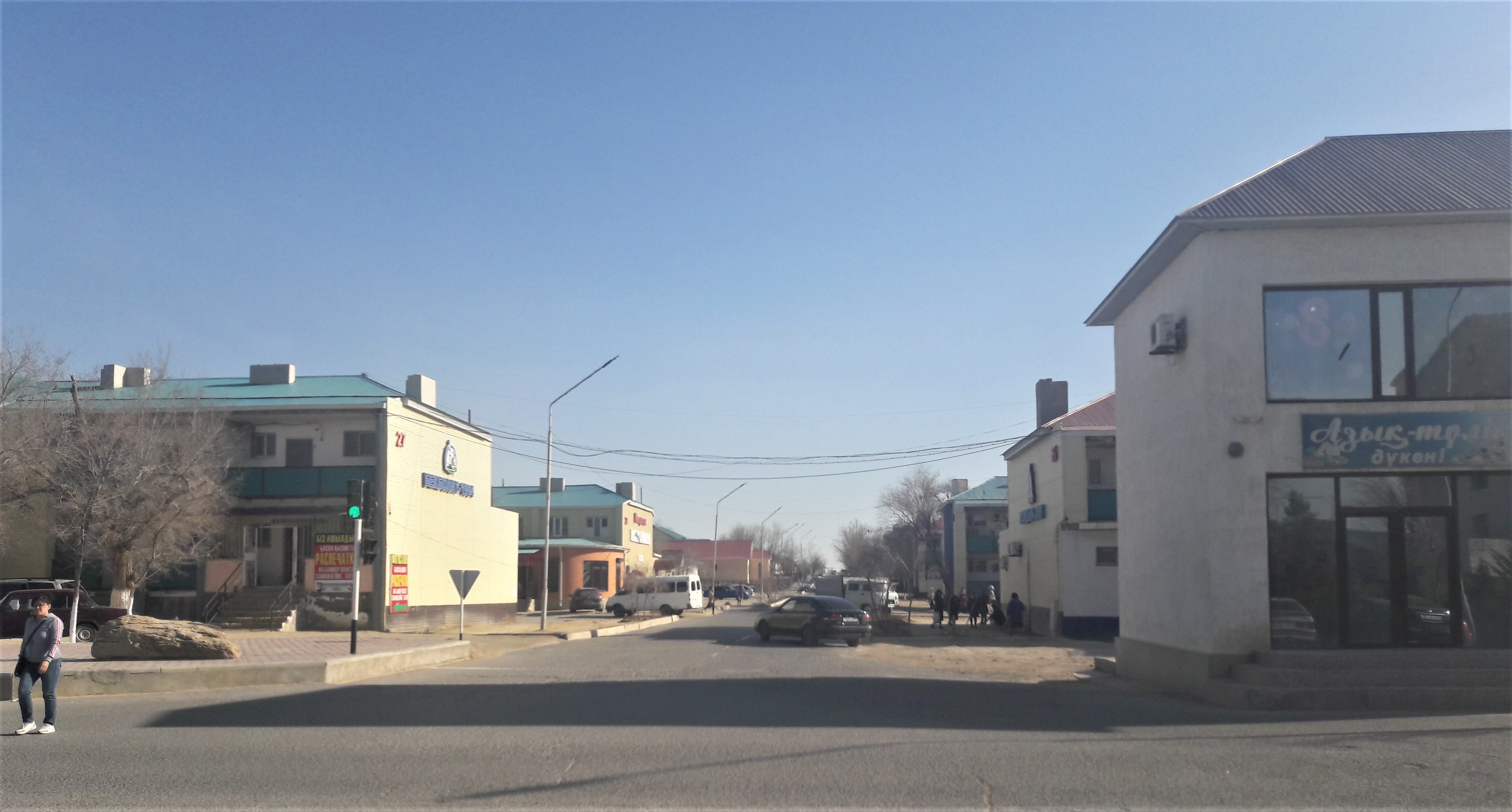
Бейнеу
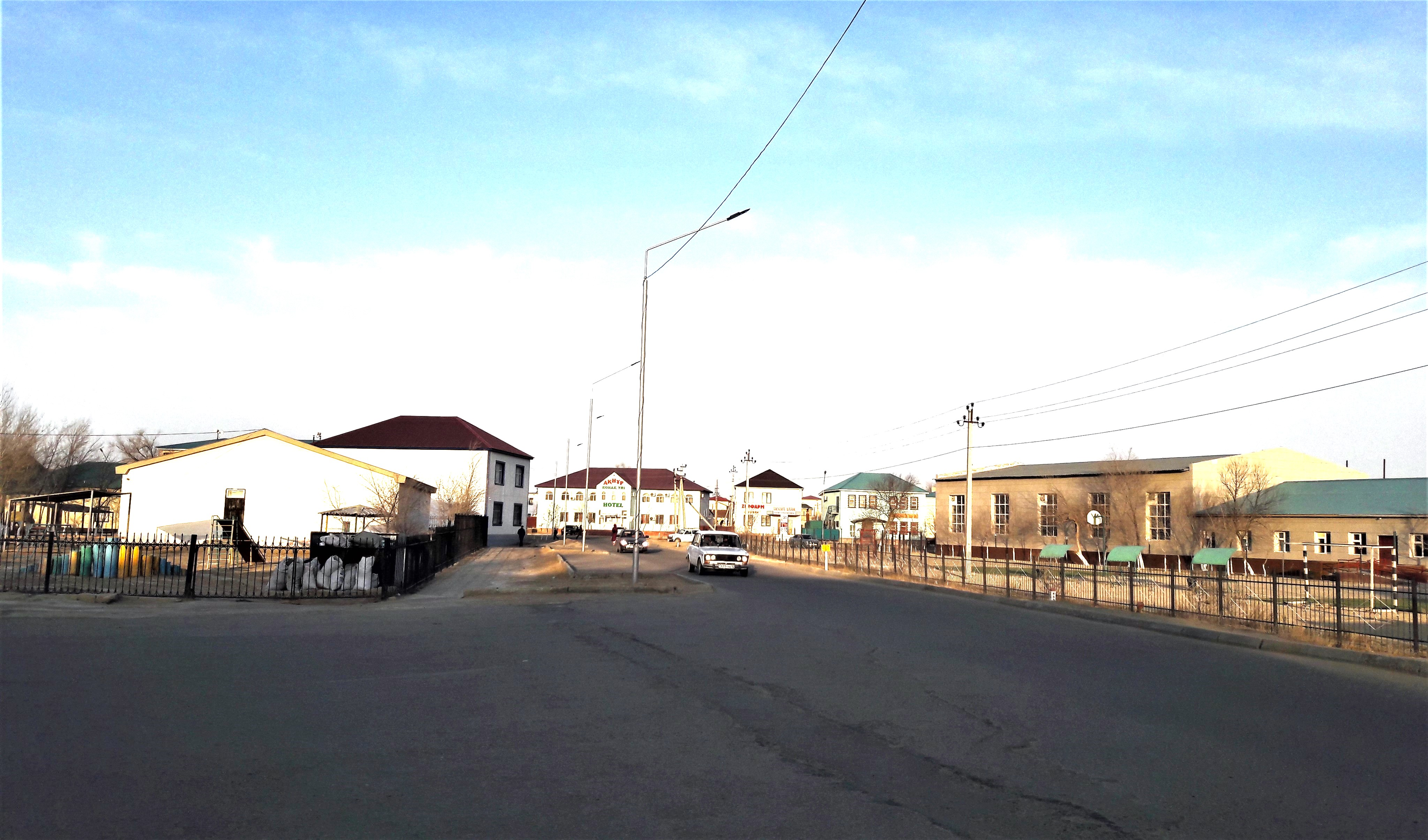
Бейнеу